# Moreira César
Moreira César é um distrito do município brasileiro de Pindamonhangaba, que integra a Região Metropolitana do Vale do Paraíba e Litoral Norte, no interior do estado de São Paulo.

## História

### Origem
A data oficial de sua criação é em 1889, ano no qual a localidade de Moreira César foi nomeada como bairro. Antes chamada de Nhambuí (nome que em tupi significa mamona, já que a vegetação nativa do lugar era dessa planta) e Barranco Alto (nome de um de seus córregos, afluente do rio Paraíba do Sul).
Seus primeiros exploradores passaram por estas terras no século XVI, vindos da província de São Paulo em busca de uma nova rota pelo leste para a província do Rio de Janeiro, trilhando assim a antiga estrada Rio-São Paulo. Têm-se registro que por volta da década de 10 do século XIX existia uma venda onde hoje se situa o bairro das Taipas. Esta venda também funcionava como um tipo de pousada, para os viajantes que percorriam todos os 446 km entre as duas províncias.
Por volta do ano de 1880 instalou-se um posto telegráfico em Nhanbuí, meio de comunicação mais moderno naquela época. A partir de então, fazendeiros daquelas terras lutavam para a criação de uma estação férrea, que foi inaugurada em 7 de janeiro de 1889, data que foi adotada como a de fundação do bairro de Moreira César. O posto telegráfico foi desativado na década de 60 e demolido na década de 1990.

### A ferrovia
Em 1869, foi constituída por fazendeiros do Vale do Paraíba a E. F. do Norte (ou E. F. São Paulo-Rio), que abriu o primeiro trecho, saindo da linha da SPR no Brás, em São Paulo, e chegando até a Penha. Em 12 de maio de 1877, chegou à Cachoeira (Paulista), onde, com bitola métrica, encontrou-se com a E. F. Dom Pedro II, que vinha do Rio de Janeiro e pertencia ao Governo Imperial, constituída em 1855 e com o ramal, que saía do tronco em Barra do Piraí, Província do Rio, atingindo Cachoeira no terminal navegável dois anos antes e com bitola larga (1,60m). A inauguração oficial do encontro entre as duas ferrovias se deu em 8 de julho de 1877, com festas.
As cidades da linha se desenvolveram, e as que eram prósperas e ficaram fora dela viraram as "Cidades Mortas"... O custo da baldeação em Cachoeira era alto, onerando os fretes e foi uma das causas da decadência da produção de café no Vale do Paraíba. Em 1889, com a queda do Império, a E. F. D. Pedro II passou a se chamar E. F. Central do Brasil, que, em 1896, incorporou a já falida E. F. do Norte, com o propósito de alargar a bitola e unificar as 2 linhas.
O primeiro trecho ficou pronto em 1901 (Cacheoira-Taubaté) e o trecho todo em 1908. Em 1957 a Central foi incorporada pela RFFSA. O trecho entre Mogi e São José dos Campos foi abandonado no fim dos anos 1980, pois a construção da variante do Parateí, mais ao norte, foi aos poucos provando ser mais eficiente.
Em 31 de outubro de 1998, o transporte de passageiros entre o Rio e São Paulo foi desativado, com o fim do Trem de Prata, mesmo ano em que a MRS passou a ser a concessionária da linha. O transporte de subúrbios, existente desde 1914 no ramal, continua hoje entre o Brás e Estudantes, em Mogi e no trecho D. Pedro II-Japeri, no RJ.
A estação, inaugurada em 1898, homenageava o Coronel do Exército Antônio Moreira César, morto em Canudos, BA, quando comandava tropas do Governo, em 1897. A estação foi feita com madeira nobre Pinho-de-Riga vinda especialmente da França para a construção destinada. Servia de muito para levar o café produzido na região do atual Distrito para lugares longes e até mesmo ser transportado em direção a Europa lugar onde se apreciava o nosso produto.
Antes, porém, segundo Rômulo Campos D'Arace, existia ali desde os anos 1880 um posto telegráfico cuja existência levou à pressão para a construção de uma estação. Alexandre Ferreira César e Bernardino de Sena Leite, fazendeiros locais, doaram as terras para esse fim. Esta, segundo o autor, teria sido inaugurada em 7 de janeiro de 1898, data diferente da constante na Central do Brasil e com o nome de Moreira César, morto um ano antes e cidadão de Pindamonhangaba, cidade à qual pertencia a vila e que até ali se chamava Nhambuí. A estação existiu até o início dos anos 1990, quando foi demolida.

### Formação administrativa
- Distrito policial de Moreira César criado em 26/09/1907 no município de Pindamonhangaba, extinto em 1945[5].
- Decreto nº 15.748 de 22/03/1946 - Cria, no distrito de Pindamonhangaba, no município do mesmo nome, a 2.ª (segunda) Subdelegacia de Polícia, com sede na localidade conhecida por Moreira Cesar.[6]
- Pedido para criação do distrito através de processo que deu entrada na Assembléia Legislativa do Estado de São Paulo no ano de 1953, mas como não atendia os requisitos necessários exigidos por lei para tal finalidade o processo foi arquivado.[7]
- Distrito criado pela Lei n° 5.285 de 18/02/1959, com sede no povoado de Moreira César e território desmembrado do distrito sede de Pindamonhangaba.[8][9]

## Geografia

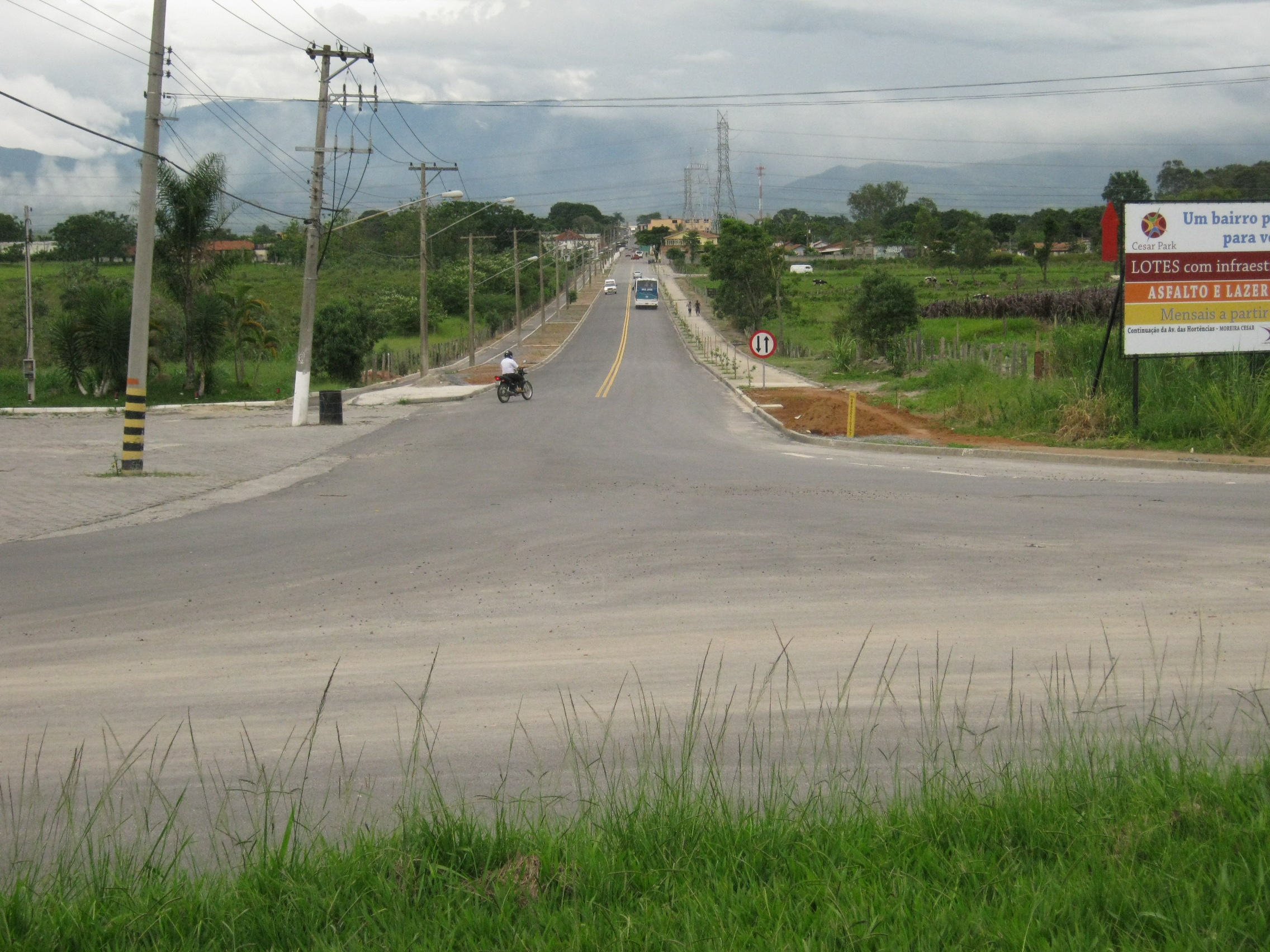
Acesso do distrito pela Rodovia Presidente Dutra (BR-116).

### Localização
O distrito de Moreira César está localizado na região leste da cidade.

### Demografia

#### População urbana
| Crescimento população urbana | Crescimento população urbana | Crescimento população urbana | Crescimento população urbana |
| Censo                        | Pop.                         |                              | %±                           |
| ---------------------------- | ---------------------------- | ---------------------------- | ---------------------------- |
| 1960                         | 1 030                        |                              | —                            |
| 1970                         | 1 151                        |                              | 11,7%                        |
| 1980                         | 11 512                       |                              | 900,2%                       |
| 1991                         | 24 052                       |                              | 108,9%                       |
| 2000                         | 31 624                       |                              | 31,5%                        |
| 2010                         | 37 780                       |                              | 19,5%                        |
| Fonte: IBGE e Fundação SEADE |                              |                              |                              |

#### População total
Pelo Censo 2010 (IBGE) a população total do distrito era de 38 138 habitantes. É considerado um dos maiores distritos do interior do estado de São Paulo, sendo maior inclusive que os municípios vizinhos de Potim e Roseira.

### Área territorial
A área territorial do distrito é de 187,213 km², que corresponde a um quarto da área territorial de Pindamonhangaba.

### Bairros

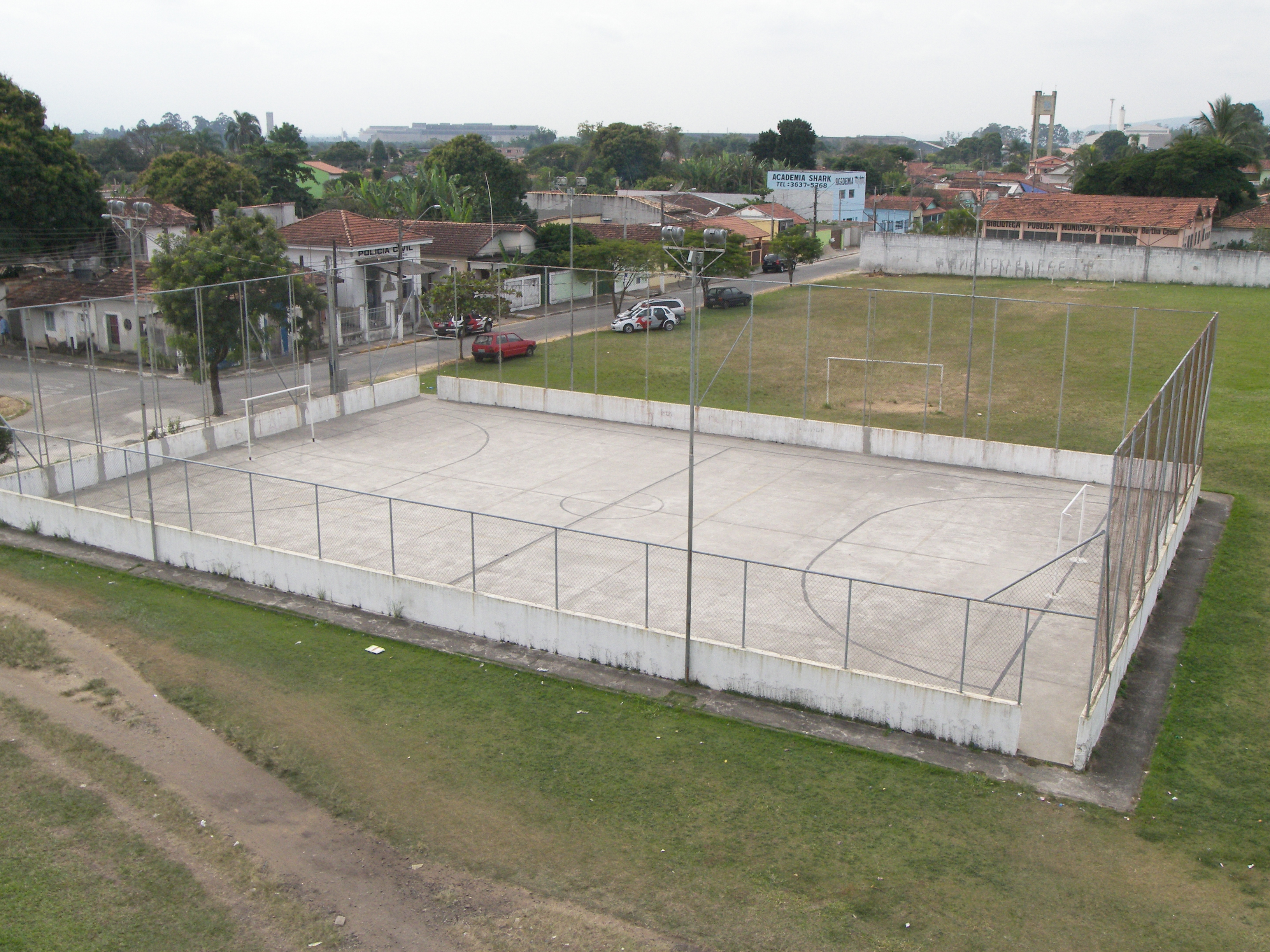
Aspecto local.

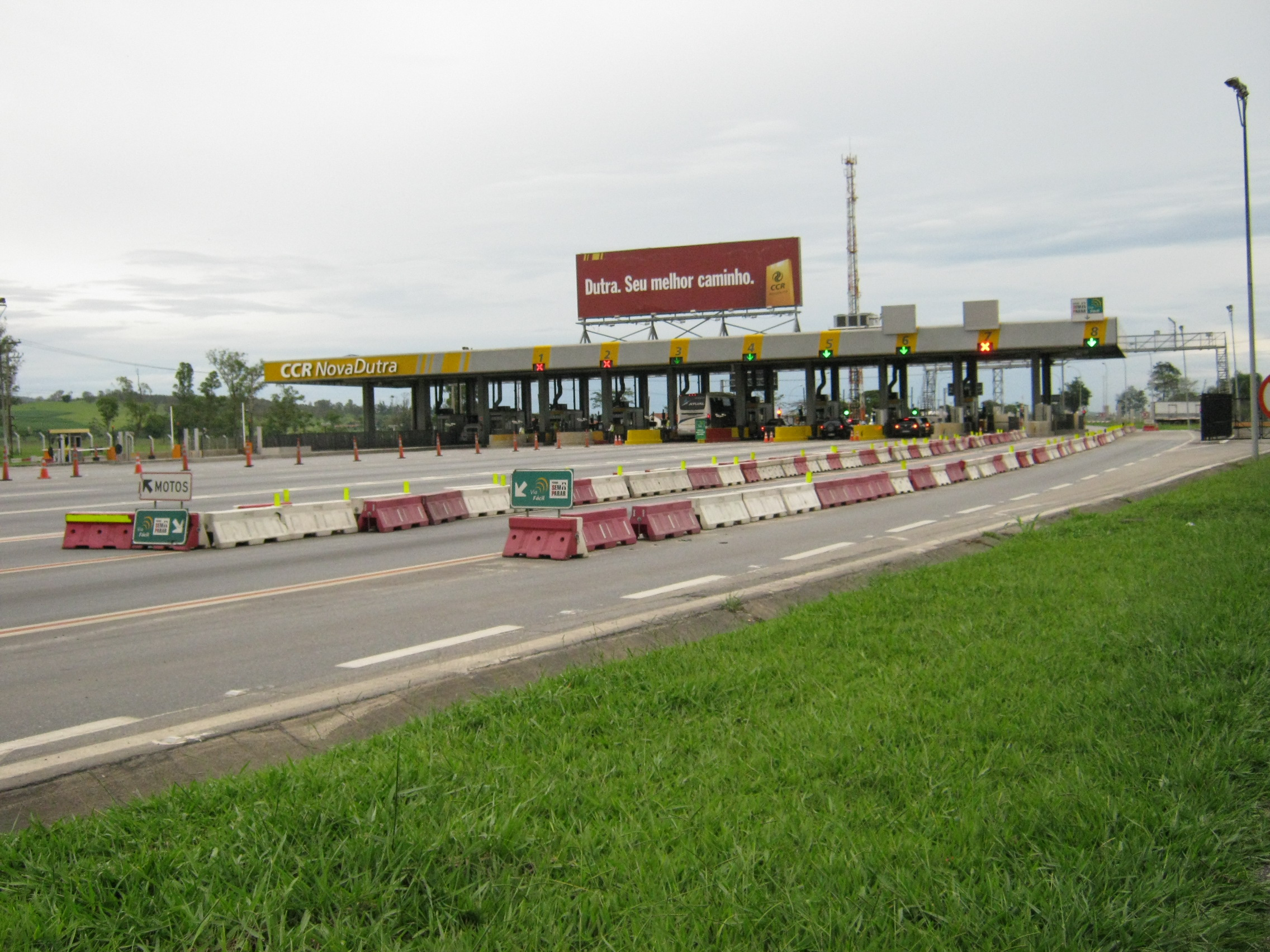
Pedágio de Moreira César na Rodovia Presidente Dutra (BR-116).

- Moreira César (sede)
- Cícero Prado (CDHU)
- Coruputuba
- Dom Bosco
- Feital
- Ipê I
- Ipê II
- Jardim Azeredo
- Jardim Carlota
- Jardim Regina
- Jardim Tamborindeguy
- Karina
- Laerte Assumpção
- Liberdade
- Loteamento Ramos
- Mantiqueira
- Marieta Azeredo
- Padre Rodolfo
- Pasin
- Paulino de Jesus
- Portal dos Eucaliptos
- Sapucaia
- Taipas
- Vale das Acácias
- Vila São Benedito
- Vila São João
- Vila São José
- Vista Alegre

### Rodovias
O distrito de Moreira César pode ser acessado pelas seguintes rodovias:
- Rodovia Presidente Dutra (BR-116)
- Rodovia Vereador Abel Fabrício Dias (SP-62)

### Ferrovias
Ramal de São Paulo (Estrada de Ferro Central do Brasil), sendo a ferrovia operada atualmente pela MRS Logística.

## Serviços públicos

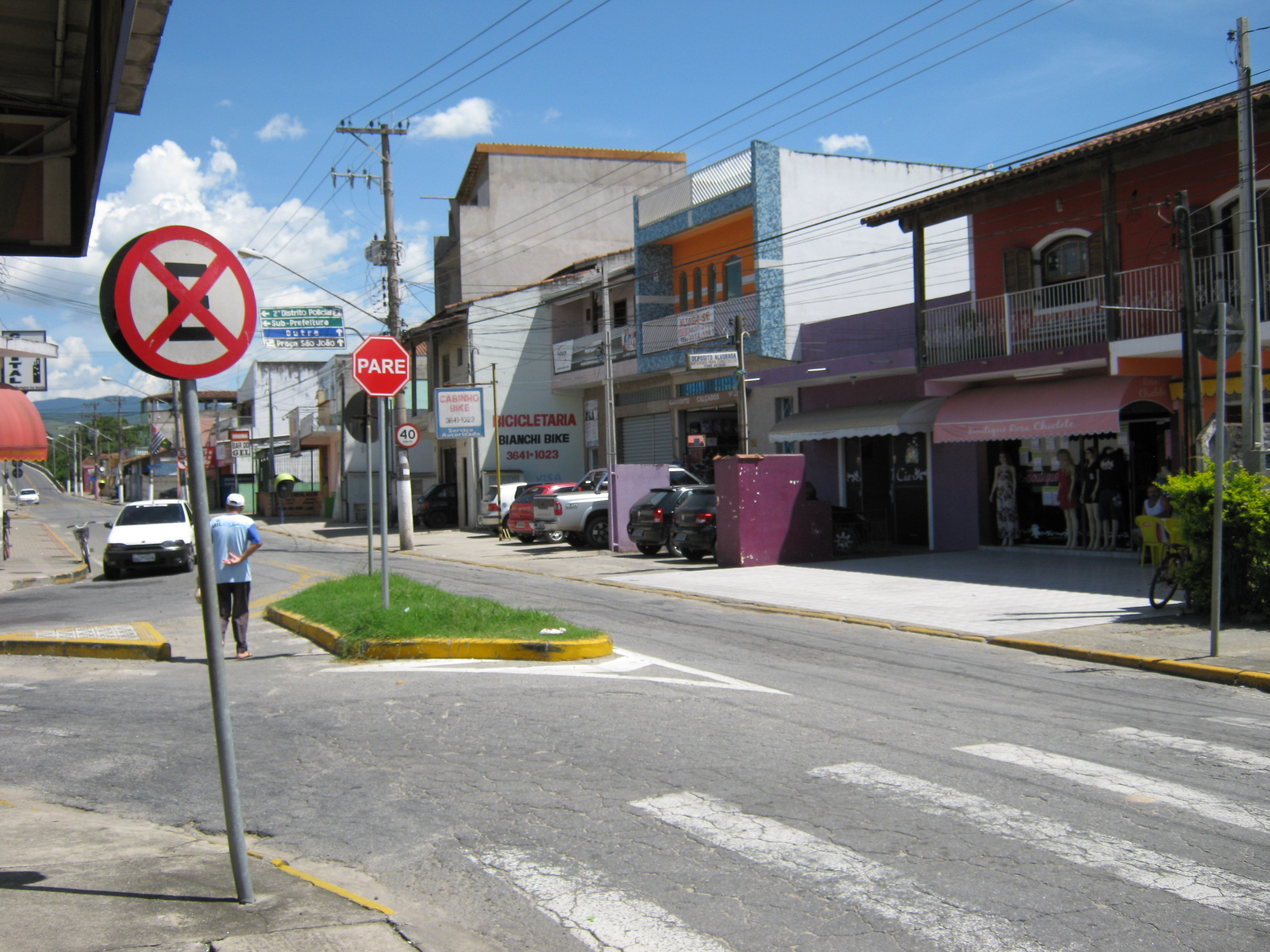
Uma das principais avenidas do distrito.

### Administração
- Subprefeitura de Moreira César.

### Registro civil
Atualmente é feito no próprio distrito, pois o Cartório de Registro Civil das Pessoas Naturais ainda continua ativo. Os primeiros registros dos eventos vitais realizados neste cartório são:
- Nascimento: 03/01/1963
- Casamento: 01/03/1963
- Óbito: 17/01/1963

### Saneamento
O serviço de abastecimento de água é feito pela Companhia de Saneamento Básico do Estado de São Paulo (SABESP).

### Energia
A responsável pelo abastecimento de energia elétrica é a EDP São Paulo, antiga Bandeirante Energia..

### Telecomunicações
O sistema de telefones automáticos foi inaugurado no distrito em 1979 pela Telecomunicações de São Paulo (TELESP), que também implantou o sistema de discagem direta à distância (DDD) em 1979 com o código de área (0122).
Na década de 90 o código DDD do distrito foi alterado para (012), para padronização do sistema telefônico com a telefonia celular que estava sendo implantada em todo o estado.

## Religião
O Cristianismo se faz presente no distrito da seguinte forma:

### Igreja Católica
- A igreja faz parte da Diocese de Taubaté[25].

### Igrejas Evangélicas
- Congregação Cristã no Brasil[26].